# Desolation Row
Desolation Row (с англ. — «Улица Опустошения») — заключительный трек альбома Боба Дилана Highway 61 Revisited. Выделяется среди других песен своей длительностью — 11:21 — и сюрреалистическим текстом. Первая студийная песня в истории рок-музыки длиннее 10 минут.. Записана 4 августа 1965 года в студии Columbia в Нью-Йорке. Rolling Stone поставил песню на 187 место в чарте 500 Величайших Песен Всех Времен.
Трек часто признают одним из величайших творений Боба Дилана.

## Запись
Альбомная версия песни акустическая, но изначально она была электронной. Первая запись была сделана 29 июля 1965 года с Элом Купером на электрогитаре и Харви Бруксом на бас-гитаре. Эта версия была издана в 2005 году на The Bootleg Series Vol. 7: No Direction Home: The Soundtrack.
2 августа Дилан записал еще пять раз Desolation Row. Версия Highway 61 Revisited была записана на сессии 4 августа 1965 года в «Студии A» Columbia Records в Нью-Йорке. Гитарист из Нашвилла Чарли Маккой, оказавшийся в то время в Нью-Йорке, был приглашен продюсером Бобом Джонстоном для импровизации партии акустической гитары, а Расс Савакас сыграл на басс-гитаре. Полиццотти относит часть успеха песни именно к участию Маккоя: «Пока широкие слова и гипнотическая мелодия Дилана обрисовывают громадную картину, именно проигрыши Маккоя оттеняют ее». Фрагменты из августовских сессий были выпущены на The Bootleg Series Vol. 12: The Cutting Edge 1965–1966 в 2015 году.

## Каверы

### Версия My Chemical Romance
My Chemical Romance исполнили кавер-версию Desolation Row для саундтрека 2009 года фильма «Хранители».

#### Чарты
| Чарты                                       | Высшая позиция |
| ------------------------------------------- | -------------- |
| Scottish Singles Chart                      | 18             |
| UK Singles Chart                            | 52             |
| UK Rock Chart                               | 1              |
| US Billboard Alternative Songs              | 30             |
| US Billboard Bubbling Under Hot 100 Singles | 107            |